# Grimpar élégant
Xiphorhynchus elegans
Espèce
Statut de conservation UICN

 LC  : Préoccupation mineure
Répartition géographique
Le Grimpar élégant (Xiphorhynchus elegans) est une espèce de passereaux de la famille des Furnariidae.

## Répartition et sous-espèces
Selon la classification de référence du Congrès ornithologique international (14.2. 2024) :
- Xiphorhynchus elegans buenavistae Zimmer, 1934 — amont de l'Orénoque ;
- Xiphorhynchus elegans ornatus Zimmer, 1934 — au sud du río Putumayo ;
- Xiphorhynchus elegans insignis (Hellmayr, 1905) — au sud du río Marañón et à l'ouest du río Ucayali ;
- Xiphorhynchus elegans juruanus (Ihering, 1905) — à l'ouest du rio Madeira ;
- Xiphorhynchus elegans elegans (Pelzeln, 1868) — du rio Madeira au rio Tapajós, la Bolivie et le Mato Grosso.

## Systématique
Le nom valide complet (avec auteur) de ce taxon est Xiphorhynchus elegans (Pelzeln, 1868).
L'espèce a été initialement classée dans le genre Dendrornis sous le protonyme Dendrornis elegans Pelzeln, 1868.
Ce taxon porte en français le nom vernaculaire ou normalisé suivant : Grimpar élégant.